# Konjugatregeln
Inom matematiken är konjugatregeln ofta använd för att skriva om en differens till en produkt. Om {\displaystyle a} och {\displaystyle b} är två tal är 
{\displaystyle a^{2}-b^{2}=(a+b)(a-b).\,}
Konjugatregeln gäller även för andra matematiska objekt än tal. Objekten {\displaystyle a} och {\displaystyle b} måste då kommutera.

## Exempel

### Huvudräkning
Det kan vara enklast att beräkna
{\displaystyle 93\times 107}
enligt
{\displaystyle 100^{2}-7^{2}=10000-49=9951}

### Partiella differentialekvationer

#### Homogena ideala vågekvationen i en rumsdimension
Homogena ideala vågekvationen i en rumsdimension kan lösas genom att först skriva om enligt
{\displaystyle \partial _{xx}\phi -{\frac {1}{c^{2}}}\partial _{tt}\phi =0\quad \Leftrightarrow \quad {\biggl (}\partial _{x}+{\frac {1}{c}}\partial _{t}{\biggr )}{\biggl (}\partial _{x}-{\frac {1}{c}}\partial _{t}{\biggr )}\phi =0}
Genom insättning kan följande enkelt verifieras:
{\displaystyle \partial _{x}\phi -{\frac {1}{c}}\partial _{t}\phi =0\quad \Rightarrow \quad \phi (x,t)=f(x+ct)}
Nollproduktmetoden och superpositionsprincipen kan nu användas för att få lösningen
{\displaystyle \phi (x,t)=f(x+ct)+g(x-ct)}

#### Laplaces ekvation i två rumsdimensioner
På samma sätt som i föregående exempel fås
{\displaystyle \partial _{xx}\phi +\partial _{yy}\phi =0\quad \Leftrightarrow \quad {\bigl (}\partial _{x}+i\partial _{y}{\bigr )}{\bigl (}\partial _{x}-i\partial _{y}{\bigr )}\phi =0}
med lösning
{\displaystyle \phi (x,y)=f(x+iy)+g(x-iy)}

##### Notis om schrödingerekvationen
Man kan tänka sig att schrödingerekvationen
{\displaystyle i\hbar \partial _{t}\phi ={\mathcal {H}}\phi }
utgör den första av "faktorerna" i uppdelningen
{\displaystyle \hbar ^{2}\partial _{tt}\phi =-{\mathcal {H}}^{2}\phi \quad \Leftrightarrow \quad {\bigl (}{\mathcal {H}}-i\hbar \partial _{t}{\bigr )}{\bigl (}{\mathcal {H}}+i\hbar \partial _{t}{\bigr )}\phi =0}

## Allmänna konjugatregeln
Om exponenten är ett godtyckligt positivt heltal fås vad som kallas den allmänna konjugatregeln:
{\displaystyle a^{n}-b^{n}=(a-b)\cdot \left(\sum _{k=0}^{n-1}a^{n-1-k}\,b^{k}\right),\quad n=1,2,3,\dots .}

### Exempel
{\displaystyle a^{5}-b^{5}=(a-b)\cdot (a^{4}\,b^{0}+a^{3}\,b^{1}+a^{2}\,b^{2}+a^{1}\,b^{3}+a^{0}\,b^{4})}

### Tillämpning inom talteori
Låt a, b och n beteckna positiva heltal. Den allmänna konjugatregeln visar att ett tal på formen {\displaystyle a^{n}-b^{n}\,} bara kan vara ett primtal om differensen mellan a och b är ett. För att hitta primtal på denna form är det därför tillräckligt att inskränka letandet till tal av typen {\displaystyle a^{n}-(a-1)^{n}.\,} 
Speciellt ger valet {\displaystyle a=2} det som kallas mersennetal: 
{\displaystyle 2^{n}-1}
För vissa värden på det positiva heltalet {\displaystyle n} är {\displaystyle 2^{n}-1\,} ett primtal (mersenneprimtal) och för sådana värden måste talet
{\displaystyle 1+2+2^{2}+2^{3}+\cdots +2^{n-1}}
vara ett primtal enligt konjugatregeln.

### Bevis av den allmänna konjugatregeln
Den allmänna konjugatregeln kan bevisas med hjälp av matematisk induktion med avseende på det positiva heltalet n:
- Först visas att regeln är sann då n = 1
- Sedan antas att regeln är sann då n = N, där N är ett positivt heltal
- Sedan visas att regeln är sann för nästa positiva heltal n = N + 1
- Slutligen används matematisk induktion som leder till att regeln är sann för alla positiva heltal n.

För det positiva heltalet n = 1 innebär allmänna konjugatregeln sambandet
{\displaystyle a^{1}-b^{1}=(a-b)\cdot \left(\sum _{k=0}^{1-1}a^{1-1-k}\,b^{k}\right)=(a-b)\cdot (a^{0}\,b^{0})=a-b}
vilket uppenbarligen är sant. Den allmänna konjugatregeln är därför sann för det positiva heltalet n = 1.
Nu antas att den allmänna konjugatregeln är sann för det positiva heltalet n = N, det vill säga:
{\displaystyle a^{N}-b^{N}=(a-b)\cdot \left(\sum _{k=0}^{N-1}a^{N-1-k}\,b^{k}\right)}
Med utgångspunkt från detta antagande skall det visas att regeln är sann för nästa positiva heltal, det vill säga att
{\displaystyle a^{N+1}-b^{N+1}=(a-b)\cdot \left(\sum _{k=0}^{N}a^{N-k}\,b^{k}\right)}
Differensen {\displaystyle a^{N+1}-b^{N+1}} skrivs om på ett sätt som gör att det går använda det som är känt om differensen 
{\displaystyle a^{N}-b^{N};}
{\displaystyle a^{N+1}-b^{N+1}=a^{N}a-a^{N}b+a^{N}b-b^{N}b.\,}
De termer slås samman som innehåller faktorn {\displaystyle a^{N}} och även de termer som innehåller faktorn b:
{\displaystyle a^{N+1}-b^{N+1}=a^{N}\,(a-b)+(a^{N}-b^{N})\,b.}
Sedan ersätts differensen {\displaystyle a^{N}-b^{N}} med det uttryck som antagits vara sant:
{\displaystyle a^{N+1}-b^{N+1}=a^{N}\,(a-b)+b\cdot (a-b)\cdot \left(\sum _{k=0}^{N-1}a^{N-1-k}\,b^{k}\right)}
Därefter bryts den gemensamma faktorn {\displaystyle (a-b)\,} ut och återstoden skrivs ut i detalj:
{\displaystyle a^{N+1}-b^{N+1}=(a-b)\cdot \left(a^{N}+b\cdot \left(a^{N-1}+a^{N-2}b+\cdots +ab^{N-2}+b^{N-1}\right)\right).}
Sedan multipliceras faktorn b in i summan ovan och därmed är
{\displaystyle a^{N+1}-b^{N+1}=(a-b)\cdot \left(a^{N}+a^{N-1}b+a^{N-2}b^{2}+\cdots +ab^{N-1}+b^{N}\right).}
Med hjälp av summa-symbolen kan resultat skrivas på en form som visar att
{\displaystyle a^{N+1}-b^{N+1}=(a-b)\cdot \left(\sum _{k=0}^{N}a^{N-k}\,b^{k}\right).}
Det har härmed visats att om den allmänna konjugatregeln är sann för det positiva heltalet n = N, så är den även sann för nästa positiva heltal n = N + 1.
Enligt principen för matematisk induktion är då den allmänna konjugatregeln sann för alla positiva heltal n.